# SING/シング: ネクストステージ
『SING/シング: ネクストステージ』（原題: Sing 2）は、2021年のアメリカ合衆国のコンピュータアニメーション・ジュークボックス・ミュージカル・コメディ映画。
『SING/シング』の続編にあたる。イルミネーションが制作し、ユニバーサル・ピクチャーズが配給している。脚本・監督はガース・ジェニングス、共同監督はクリストフ・ルードレが務めた。
2021年11月14日にAFI映画祭でワールドプレミアされ、2021年12月22日にアメリカでユニバーサル・ピクチャーズによりRealD 3Dで劇場公開された。制作費8,500万ドルに対し、全世界で3億6,100万ドルを超える興行収入を記録し、2021年のアニメ映画で最高の興行収入を記録した。

## ストーリー
前作の出来事の後、バスター・ムーンたちがレッドショア・シティでショーを開きながら、ショービズ界の超大物、ジミー・クリスタルに気に入られ、15年間、人前から姿を消している伝説のロック歌手、クレイ・キャロウェイを出演させるために奮闘するという物語となっている。
バスター・ムーンが経営する劇場「ニュー・ムーン・シアター」は、前作の出来事もあり連日満席となり、活気に満ちあふれていた。だがバスターには、世界的に有名で、華やかできらびやかなエンターテイメントの聖地であるレッド・ショア・シティにあるクリスタル・タワー・シアターで新たなショーを披露するという大きな夢があった。
夢を達成するため、劇団員のロジータ、アッシュ、ジョニー、ミーナ、グンターと、彼らの元から一旦離れてソロで音楽活動をしていたアッシュを連れてレッド・ショア・シティの興行会社「クリスタル・エンターテイメント」に訪れ、経営者であるジミー・クリスタルのオーディションに飛び込みで参加したが、あえなく落選。そこで、グンターはジミーの気を引くため、隠遁している伝説のロック歌手クレイ・キャロウェイを出演させるという、突発的なアイデアを提案した。

## キャスト
キャストの内、マシュー・マコノヒー、リース・ウィザースプーン、スカーレット・ヨハンソン、タロン・エガートン、トリー・ケリー、ニック・クロール、ジェニングス、ピーター・セラフィノヴィッツ、ジェニファー・ソーンダース、ニック・オファーマンが前作から続投した。本作からは、ボビー・カナヴェイル、スパイク・ジョーンズ、ファレル・ウィリアムス、ホールジー、チェルシー・ペレッティ、レティーシャ・ライト、エリック・アンドレ、アダム・バクストン、ボノが新たに加わった。前作同様、本作には多くのアーティストの楽曲が使用されているが、そのほとんどがダイジェストで登場する。
括弧内は日本語吹替版声優を指す。なお、全編吹替版が制作されたのは同国が唯一である。
バスター・ムーン
声 -  マシュー・マコノヒー（内村光良）
ニュー・ムーン劇場の支配人である楽観的なコアラの男性。
ロジータ
声 - リース・ウィザースプーン（坂本真綾）
10代の頃に持った音楽の夢をあきらめ、献身的な主婦と25匹の子ブタの母になったブタの女性。ノーマンを夫に持つ。ワイヤーアクションに初挑戦することとなるが、練習時は恐怖に怯えてしまう。
アッシュ
声 - スカーレット・ヨハンソン（長澤まさみ）
10代のヤマアラシの少女。現在はパンクロックギタリストとしてライブハウスで活躍している。
ジョニー
声 - タロン・エガートン（大橋卓弥）
父親の犯罪組織から離れ、歌手兼ピアニストになった10代のゴリラの少年。ショーではダンスを初めて披露する。クラウスの下でダンスを教わるが上手くいかず、悔しい思いをしてスケボーを壊してしまい、翌日に新品を購入して店を出た時、ヌーシーのダンスを見て彼女に師事することになる。
ジミー・クリスタル
声 - ボビー・カナヴェイル（大塚明夫）
クリスタル・エンターテインメントを経営するホッキョクオオカミの男性で冷徹なメディア界の大物。オーディションも参加者全員不合格にしたが、バスターが提案した宇宙をテーマにした物語に感動した。
ミーナ
声 - トリー・ケリー（MISIA）
あがり症を克服し、すばらしい歌声を持つ10代のインドゾウの少女。ショーでダリウスの相手役を務めることとなる。
グンター
声 - ニック・クロール（斎藤司）
ショーのためにロジータとペアを組む情熱的なダンスを踊るブタの男性。ショーではロボット役。
アルフォンゾ
声 - ファレル・ウィリアムス（ジェシー）
レッド・ショア・シティでアイスクリームを売っているミーナの初恋の相手となるアフリカゾウの男性。
ポーシャ・クリスタル
声 - ホールジー（アイナ・ジ・エンド）
ジミー・クリスタルの娘で、甘やかされて育ったが歌の確実な才能を持つオオカミの女性。
スーキー・レーン
声 - チェルシー・ペレッティ（井上麻里奈）
ジミー・クリスタルのアシスタントでありタレントスカウトのイヌの女性。バスターの不思議の国のアリスをモチーフにした劇には良い印象を持たなかったが、後にジミーに閉じ込められたバスターを解放したり、ジミーが舞台裏でバスターを突き落とした悪行を見て警察に逮捕させたりとバスターを助けた。
ヌーシー
声 - レティーシャ・ライト（akane）
ジョニーが振り付けを学ぶ間、自信を取り戻すのを助けるストリートダンサーのオオヤマネコの女性。
ダリウス
声 - エリック・アンドレ（木村昴）
舞台でミーナの相手役としてロマンチックなデュエットを披露するが、度々彼女の名前を間違える自己中心的なヤクの男性。
クラウス・キッケンクローバー
声 - アダム・バクストン（山寺宏一）
ジョニーにダンスの仕方を教えるダンスインストラクターのテングザルの男性。
ミス・クローリー
ガース・ジェニングス（田中真弓）
劇場で事務員を務める右目に義眼を着けている200歳のイグアナの老婆。
ビッグ・ダディ
声 - ピーター・セラフィノウィッツ（三宅健太）
息子のジョニー達をサポートするためにレッドショアシティにやってきた元マフィアのゴリラの男性。
ナナ・ヌードルマン
声 - ジェニファー・ソーンダース（大地真央）
バスターに夢を追いかけるよう応援する歌手のヒツジの老婆。資産家。
ノーマン
声 - ニック・オファーマン（奈良徹）
ロジータの夫であるブタの男性。レッド・ショア・シティに子供達と共に応援に駆けつける。
クレイ・キャロウェイ
声 - ボノ（稲葉浩志）
かつて大人気だったロック歌手だが、妻のルビーに先立たれ、ロックスターの伝説となった老いたライオンの男性。
リンダ・レ・ボン
声 - ジュリア・デイヴィス（林原めぐみ）
トークショーの司会を務めるウマの女性。
ジェリー
声 - スパイク・ジョーンズ（山下大輝）
ジミー・クリスタルの助手であるネコの男性。
スタン
声 - アダム・バクストン（最上嗣生）
ビッグダディの一味であるゴリラの男性。
アッシャー・ブリンコフ、ジュリアナ・ガミッツ、エイサ・ジェニングス、キャスパー・ジェニングス、レミー・エッジャーリー、レオ・ジェニングス、オスカー・ジェニングス、アイデン・ソリア、アデリン・クルピンスキー、ジャック・スタントンがロジータとノーマンの子ブタの声を、ヴィダ・アルヴェス・マコノヒーがチョコレートではしゃぐ子ブタの声を担当している。ガースの妻、リーシー・ジェニングスは、番組でミーナの衣装を作るイヌの作業員の声を、ガースの友人、ジョージ・グリフィスは、ロビーでヌーシーからスティックを取り返そうとするイヌの従業員の声を担当している。編集者の一人であるトーマス・ウォルターズは、ビッグダディのゴーリアフレンドの一人で、最終幕に劇場に入るクリスタルを目撃したゴリラの声を担当している。
前作同様、ウェス・アンダーソン、クリス・ルノー、エドガー・ライトがカメオ出演しており、アンダーソンはタリサーの夜間清掃員、ルノーはリンダ・ル・ボンの番組アナウンサー、ライトはイヌの警官とブタの運転手の声を担当している。『グリンチ』の監督であるスコット・モシャーは、ショーのセット作りに携わるセイウチ作業員のメイソンの声を担当している。レンタカーのGPSの声は、『SING/シング』のプロダクション・スーパーバイザーであるジョイ・ポワールが担当している。

## 製作
2017年1月25日、ユニバーサル・ピクチャーズとイルミネーションは、2016年の映画『SING/シング』の続編を発表した。ガース・ジェニングスが監督と脚本を務め、マシュー・マコノヒー、リース・ウィザースプーン、スカーレット・ヨハンソン、タロン・エガートン、ニック・クロール、トーリ・ケリーらが声優を続投する。12月21日には、ボビー・カナヴェイル、レティーシャ・ライト、エリック・アンドレ、チェルシー・ペレッティ、ファレル・ウィリアムス、ボノ、ホールジーが声優に追加された。
新型コロナウイルス感染症の世界的流行によるイルミネーション・マック・ガフの一時閉鎖に伴い、遠隔での製作が行われた。
劇中フィナーレの劇場の広さは、群衆部門に1万匹以上の動物を連れて行くための大きな足がかりとなった。新旧の動物は、長年イルミネーションで活躍するエリック・ギョンがデザインし、『SING/シング』のみならず、振付師のクラウスやメガネザルなど続編の新しいキャラクターをデザインしてきた。ファッションブランド「Rodarte」が、本作で使用された衣装の一部をデザインした。

### サウンドトラック
2021年12月17日にサウンドトラックが発売された。U2は本作のオリジナル曲「Your Song Saved My Life」を提供し、2021年11月3日に先行して発売された。この曲はサウンドトラックのリードトラックであり、映画のオリジナル曲として劇中に登場する。また、メンバーであるボノは映画ではクレイ・キャロウェイ役で出演し、これが声優デビューとなった。また、前述のU2の新曲も含む計3曲の新曲が収録される他、ホールジーやファレル・ウィリアムスが参加、エルトン・ジョンやビリー・アイリッシュなどのヒット曲も収録される。更に、キャストのトリー・ケリーやスカーレット・ヨハンソン、リース・ウィザースプーンやニック・クロール、タロン・エガートンなどによるカバー楽曲も収録された。

#### 収録曲
| #         | タイトル | 作詞      | 作曲・編曲 | アーティスト                                                                                               | 時間 |
| --------- | --- | --------- | ---------- | --- | ---- |
| 1.        | 「ユア・ソング・セイヴド・マイ・ライフ」(Your Song Saved My Life (From Sing 2))                                                          |           |            | U2 | 3:31 |
| 2.        | 「レッツ・ゴー・クレイジー」(Let's Go Crazy)                                                                                             |           |            | トリー・ケリー、タロン・エガートン、リース・ウィザースプーン&ニック・クロール                              | 3:09 |
| 3.        | 「キャント・フィール・マイ・フェイス」(Can't Feel My Face)                                                                               |           |            | キアナ・レデ                                                                                               | 3:21 |
| 4.        | 「グッバイ・イエロー・ブリック・ロード」(Goodbye Yellow Brick Road)                                                                      |           |            | エルトン・ジョン                                                                                           | 3:14 |
| 5.        | 「ヘッズ・ウィル・ロール」(Heads Will Roll)                                                                                              |           |            | スカーレット・ヨハンソン                                                                                   | 3:36 |
| 6.        | 「ホールズ」(Holes) |           |            | マーキュリー・レヴ                                                                                         | 5:54 |
| 7.        | 「バッド・ガイ」(Bad Guy) |           |            | ビリー・アイリッシュ                                                                                       | 3:12 |
| 8.        | 「オーディション・メドレー」(Sing 2 Audition Medley)                                                                                     |           |            | シング:ネクストステージ・キャスト                                                                          | 1:47 |
| 9.        | 「ホエア・ザ・ストリーツ・ハヴ・ノー・ネイム（約束の地）」(Where the Streets Have No Name)                                               |           |            | トリー・ケリー、タロン・エガートン、スカーレット・ヨハンソン、リース・ウィザースプーン&ニック・クロール    | 2:36 |
| 10.       | 「ハイヤー・ラブ」(Higher Love) |           |            | カイゴ × ホイットニー・ヒューストン                                                                        | 3:48 |
| 11.       | 「ホールディン・ミー・バック」(There's Nothing Holdin' Me Back)                                                                          |           |            | タロン・エガートン&トリー・ケリー                                                                          | 3:23 |
| 12.       | 「スエルタテ」(Suéltate (From Sing 2))                                                                                                   |           |            | サム・アイ feat. アニッタ、BIA&ジャリーナ・デ・マルコ                                                      | 3:30 |
| 13.       | 「スタック・イン・ア・モーメント」(Stuck In a Moment You Can’t Get Out Of)                                                               |           |            | スカーレット・ヨハンソン                                                                                   | 3:39 |
| 14.       | 「ソイ・ヨ」(Soy Yo (Sing 2 Mix)) |           |            | ボンバ・エステレオ                                                                                         | 2:57 |
| 15.       | 「ア・スカイ・フル・オブ・スターズ」(A Sky Full of Stars)                                                                                |           |            | タロン・エガートン                                                                                         | 3:26 |
| 16.       | 「クッド・ハヴ・ビーン・ミー」(Could Have Been Me)                                                                                       |           |            | ホールジー                                                                                                 | 2:28 |
| 17.       | 「小さな願い」(I Say A Little Prayer) |           |            | トリー・ケリー&ファレル・ウィリアムス                                                                      | 2:09 |
| 18.       | 「ブレイク・フリー」(Break Free) |           |            | リース・ウィザースプーン&ニック・クロール                                                                  | 1:34 |
| 19.       | 「アイ・スティル・ハヴント・ファウンド・ホワット・アイム・ルッキング・フォー（終りなき旅）」(I Still Haven’t Found What I’m Looking For) |           |            | スカーレット・ヨハンソン&ボノ                                                                              | 3:01 |
| 20.       | 「ティッピー・トーズ」(Tippy Toes) |           |            | アダム・バクストン with ファンシー・フィーリングズ feat. DSCOSTU                                           | 2:08 |
| 21.       | 「クリスマス (ベイビー・プリーズ・カム・ホーム)」(Christmas (Baby Please Come Home))                                                     |           |            | キキ・パーマー feat. スカーレット・ヨハンソン、タロン・エガートン、リース・ウィザースプーン&トリー・ケリー | 2:36 |
| 合計時間: | 合計時間: | 合計時間: | 64:59      | |      |

| #         | タイトル                                                                   | 作詞      | 作曲・編曲 | アーティスト                            | 時間 |
| --------- | -------------------------------------------------------------------------- | --------- | ---------- | --------------------------------------- | ---- |
| 22.       | 「スタック・イン・ア・モーメント」(Stuck In a Moment You Can’t Get Out Of) |           |            | 長澤まさみ                              | 1:43 |
| 23.       | 「ア・スカイ・フル・オブ・スターズ」(A Sky Full Of Stars)                  |           |            | 大橋卓弥（スキマスイッチ）              | 3:28 |
| 24.       | 「クッド・ハヴ・ビーン・ミー」(Could Have Been Me)                         |           |            | アイナ・ジ・エンド（BiSH）              | 2:30 |
| 25.       | 「ブレイク・フリー」(Break Free)                                           |           |            | 坂本真綾&斎藤司（トレンディエンジェル） | 1:33 |
| 合計時間: | 合計時間:                                                                  | 合計時間: | 74:13      |                                         |      |

#### チャート
- ARIAチャート（オーストラリア） - 9位[35]
- エードライ・オーストリア・トップ40（オーストリア） - 65位[36]
- ウルトラトップ・フランドル（ベルギー） - 80位[37]
- ウルトラトップ・ワロン（ベルギー） - 144位[38]
- ビルボード（カナダ） - 59位[39]
- ニュージーランド・レコード産業協会（ニュージーランド） - 31位[40]
- シュヴァイツァー・ヒットパラーデ（スイス） - 86位[41]
- Billboard 200（アメリカ） - 41位[42]

## 封切り

### 劇場公開
本作の製作を発表した2017年1月25日当初は、2020年12月25日の公開を予定していた。2019年4月12日、2021年7月2日に変更された。2020年4月1日には、新型コロナウイルス感染症の世界的流行による映画業界への影響を考慮し、2021年7月2日を『ミニオンズ フィーバー』の公開日とし、2021年12月22日に再び変更された。
2021年11月14日にAFIフェス・セレブレーションのオープニングを飾るワールドプレミアを行い、アメリカでは2020年12月25日、2021年7月2日に公開予定だったが、新型コロナウイルス感染症の世界的流行の影響で2021年12月22日にRealDで劇場公開された。11月27日、アメリカでアーリーアクセス上映が行われた。インドネシアでは2022年1月5日に公開され、イギリスでは2022年1月28日に劇場公開された。2022年1月7日にVOD配信を行った。日本は2022年3月18日に劇場公開した。

### マーケティング
タカラトミーは、イルミネーション、ユニバーサルと契約し、ぬいぐるみ、フィギュア、ロールプレイングゲームなどのシリーズを開発した。アメリカとカナダでの公開週末までに、すべてのソーシャルメディアプラットフォームで3億9,310万インプレッションを記録し、この統計は新型コロナウイルス感染症の世界的流行以前に公開された映画のそれを24％上回っている。全体として、2021年の『ミラベルと魔法だらけの家』『アダムス・ファミリー2 アメリカ横断旅行!』『トムとジェリー』『スピリット 未知への冒険』『クルードさんちのあたらしい冒険』よりも優れたソーシャルメディアリーチを記録した。

## 評価

### 興行収入
2022年1月27日現在、本作は、アメリカおよびカナダで1億2,940万ドル、その他の地域で1億1,280万ドル、全世界で2億4230万ドルの興行収入を記録している。
アメリカとカナダでは、2021年11月27日に行われたスニークプレビューで160万ドルを稼いだ。翌月の12月22日には、『キングスマン:ファースト・エージェント』『マトリックス レザレクションズ』と並んでワイド公開され、公開後5日間で3,892館から4,000～5,000万ドルを売り上げると予測された。オープニングの週末に推定410万人の観客を動員して2,230万ドル（5日間の合計で4,100万ドル）を売り上げ、『スパイダーマン:ノー・ウェイ・ホーム』に次ぐ興行収入第2位を記録した。公開時の観客のうち、女性は58％、25歳以下は56％、17歳以下は44％を占めている。観客の民族構成は、ヒスパニック・ラテンアメリカ系が39％、ヨーロッパ系が35％、アフリカ系が15％、アジア系・その他が7％となっている。2週目の週末は、2,020万ドルで2位をキープした。3週目の週末には1,160万ドルを記録し、再び興行成績2位を維持した。2022年1月8日、新型コロナウイルス感染症の世界的流行のアニメ映画として初めてアメリカとカナダの興行収入1億ドルを突破するとともに、『アナと雪の女王2』以来のマイルストーンに到達した作品となった。4週目の週末には800万ドル、5週目に575万ドルを記録した。
アメリカとカナダ以外では、2021年12月3日にいくつかの海外市場で公開された。最初の週末に112万ドル、2回目に150万ドル、3回目に16の市場からさらに150万ドルを記録した。さらに22の市場で上映された後、4週目の週末に1,920万ドルを記録し、フランス（600万ドル）とメキシコ（360万ドル）の両方で新型コロナウイルス感染症の世界的流行時にアニメ映画として最大のオープニングを飾った。ウクライナでの120万ドルのオープニングを含む第5週末に1,720万ドル、第6週末に1,710万ドル、第7週末に840万ドルを記録した。8週目の週末には、ドイツ（300万ドル）、ポーランド（240万ドル）、オーストリア（50万ドル）で好調なオープニングを記録した。2022年1月23日現在、最大市場は、フランス（1,730万ドル）、ロシア（1,200万ドル）、メキシコ（1,270万ドル）、オーストラリア（1,140万ドル）、スペイン（730万ドル）である。
日本では劇場公開後の週末興行ランキングで初登場1位となった。

### 映画批評家によるレビュー
レビュー収集サイトであるRotten Tomatoesでは、111件のレビューのうち69％が肯定的で、平均評価は6.1/10、批評家の一致した見解は「1作目を楽しんだ観客にとって、2作目はまた別の魅力があるはずだ」となっている。加重平均を採用しているMetacriticでは、23人の批評家の評価に基づいて100点満点中49点を与え、「混合評価または平均評価」を示している。CinemaScoreの観客投票では、A+からFまでのスケールで「A+」という珍しい平均点を獲得し（イルミネーション作品では初の快挙）、PostTrakでは91％の観客が好評価を与え、78％がぜひ勧めたいと答えたと報告されている。
ハリウッド・リポーターに寄稿したジャスティン・ロウは、「バスターがアマチュア・キャストとして連れてきたゴロツキたちが、プロのパフォーマーによる本格的なカンパニーに開花した」と、この映画のミュージカル・セットを絶賛している。バラエティのピーター・デブルージュは、「喜びの精巧な機械であり、すべての選択が人々を笑顔にするために設計されているようだと評価するのは簡単だ」と、肯定的な評価を下している。Plugged Inのエミリー・クラークは、この映画の感動的で感情的な要素を賞賛したが、「（ミーナが）ステージ上で誰かとキスするのは嫌だとバスターに言うと、彼は彼女を否定するような態度をとる。この出来事を通して、多くの若いスターが大人の監督やプロデューサーに言われるままに、全く知らない人から初めてキスされたことを考えると少し気分が悪くなった」と述べている。

### 受賞歴
| 賞                         | 受賞日         | カテゴリー                                | 受賞者                                                                                                | 結果       | 脚注   |
| -------------------------- | -------------- | ----------------------------------------- | --- | ---------- | ------ |
| ハリウッドメディア音楽賞   | 2021年11月17日 | ミュージック・スーパーバイザー賞 映画部門 | マイク・ノブロク レイチェル・レヴィ                                                                   | ノミネート |        |
| ハリウッドメディア音楽賞   | 2021年11月17日 | オリジナル楽曲賞 アニメーション作品       | 「Your Song Saved My Life」 U2（ボノ、アダム・クレイトン、ラリー・マレン・ジュニア、ジ・エッジ）      | ノミネート |        |
| ハリウッドメディア音楽賞   | 2021年11月17日 | サウンドトラック・アルバム賞              | SING/シング: ネクストステージ – オリジナル・サウンドトラック                                          | ノミネート |        |
| NAACPイメージ・アワード    | 2022年2月26日  | アニメ作品賞                              | SING/シング: ネクストステージ                                                                         | ノミネート | [ 85 ] |
| NAACPイメージ・アワード    | 2022年2月26日  | キャラクター声優賞 映画部門               | レティーシャ・ライト                                                                                  | 受賞       | [ 85 ] |
| NAACPイメージ・アワード    | 2022年2月26日  | キャラクター声優賞 映画部門               | エリック・アンドレ                                                                                    | ノミネート | [ 85 ] |
| エディー賞                 | 2022年3月5日   | 長編映画編集賞                            | グレゴリー・パーラー                                                                                  | ノミネート | [ 86 ] |
| 美術監督組合賞             | 2022年3月5日   | アニメ映画プロダクションデザイン賞        | オリヴィエ・アダム                                                                                    | ノミネート | [ 87 ] |
| 視覚効果協会               | 2022年3月8日   | 長編アニメーション視覚効果賞              | パトリック・デラージュ ナタリー・ヴァンカウエンベルヘ クリストフ・ルードレ ボリス・ジャク             | ノミネート | [ 88 ] |
| 視覚効果協会               | 2022年3月8日   | 視覚効果協会賞                            | リュドヴィク・ラミエール テオ・リボアレン アンリ・デルエ フレデリック・マイニル（クリスタルシアター） | ノミネート | [ 88 ] |
| 視覚効果協会               | 2022年3月8日   | エフェクト・シミュレーション賞            | リチャード・アデノ ギヨーム・ゲイ フレデリック・バルス-グリ アントワーヌ・ブレモン                    | ノミネート | [ 88 ] |
| アニー賞                   | 2022年3月12日  | 長編作品賞                                | SING/シング: ネクストステージ                                                                         | ノミネート | [ 89 ] |
| 全米製作者組合賞           | 2022年3月19日  | アニメ映画プロデューサー賞                | クリス・メレダンドリジャネット・ヒーリー                                                              | 審査中     | [ 90 ] |
| アメリカ映画編集者協会賞   | 2022年3月5日   | アニメ作品編集賞                          | グレゴリー・パーラー                                                                                  | ノミネート | [ 86 ] |
| キッズ・チョイス・アワード | 2022年4月9日   | フェイバリットアニメーション映画賞        | SING/シング: ネクストステージ                                                                         | 審査中     | [ 91 ] |
| キッズ・チョイス・アワード | 2022年4月9日   | アニメーション映画の声優賞                | スカーレット・ヨハンソン（アッシュ役）                                                                | 審査中     | [ 91 ] |
| キッズ・チョイス・アワード | 2022年4月9日   | アニメーション映画の声優賞                | リース・ウィザースプーン（ロジータ役）                                                                | 審査中     | [ 91 ] |